# Bahna (gmina)
Bahna – gmina w Rumunii, w okręgu Neamț. Obejmuje miejscowości Arămești, Bahna, Băhnișoara, Broșteni, Izvoare, Liliac, Țuțcanii din Deal i Țuțcanii din Vale. W 2011 roku liczyła 3174 mieszkańców.